# Acanthocyclops venustus
Acanthocyclops venustus is een eenoogkreeftjessoort uit de familie van de Cyclopidae. De wetenschappelijke naam van de soort is voor het eerst geldig gepubliceerd in 1906 door Norman & Scott T..